# Ровина
Ровина е село в Южна България. То се намира в община Смолян, област Смолян.

## География
Село Ровина се намира в планински район.